# Кхмерская партия национальной солидарности
Кхме́рская па́ртия национа́льной солида́рности (кхмер. គណៈបក្សសាមគ្គីជាតិខ្មែរ) — политическая организация Красных кхмеров в 1997—1998 годах. Создана Кхиеу Самфаном после разрыва с Пол Потом при расколе в руководстве «Красных кхмеров». Поддерживала Нородом Ранарита в вооружённом конфликте с Хун Сеном. Прекратила существование после сдачи Кхиеу Самфана камбоджийским властям.

## Политический фон
Весной 1997 в Камбодже произошло резкое обострение политической ситуации. В правительстве усиливалась конфронтация между первым премьер-министром Нородом Ранаритом (монархическая партия ФУНСИНПЕК) и вторым премьер-министром Хун Сеном (провьетнамская Народная партия Камбоджи бывших коммунистов). Параллельно развивался жёсткий конфликт в руководстве Красных кхмеров, которые вели против правительства партизанскую войну.
Ещё летом 1996 один из ведущих деятелей «Демократической Кампучии» Иенг Сари принял правительственную амнистию, порвал с «Красными кхмерами», создал Движение демократического национального союза и фактически заключил альянс с Хун Сеном. Официальный лидер Камбоджийской партии национального единства Кхиеу Самфан, командующий Национальной армией Демократической Кампучии Сон Сен, руководитель политико-идеологического аппарата Нуон Чеа, куратор карательных органов Та Мок тоже склонялись к поиску компромисса. Непримиримую позицию занимал Пол Пот, вновь выдвигавший лозунги ортодоксального маоизма и «классовой войны беднейшего крестьянства». Подобная риторика была давно оставлена «Красными кхмерами», декларировавшими приверженность сначала «демократическому социализму», потом «либеральной демократии».

## Создание партии и план альянса
В конце апреля 1997 Кхиеу Самфан объявил о создании новой Кхмерской партии национальной солидарности (КПНС). Этот жест означал демонстративный разрыв с Пол Потом (но не с движением «Красных кхмеров», связь с которым сохранялась даже в названии). Кхиеу Самфан пошёл на контакт с Ранаритом, выразив готовность оказать ему поддержку в западных районах страны. Со своей стороны, Ранарит (отрицая ведение переговоров) заявил, что не возражает против коалиции ФУНСИНПЕК и КПНС.
В 1998 году предстояли выборы в Национальную ассамблею Камбоджи. Кхиеу Самфан выступил с заявлением, в котором заявил о намерении принять в них участие. Свою партию он охарактеризовал как «демократическую и плюралистическую», резко осудив «вьетнамских коммунистов и их марионеток» (термин «коммунисты» лидер «Красных кхмеров» произносил в однозначно негативном контексте).
Вырисовывались контуры альянса, напоминающего Коалиционное правительство Демократической Кампучии 1980-х годов: Кхиеу Самфан и другие руководители «Красных кхмеров» вместе с Нородом Ранаритом против Хун Сена при отсечении Пол Пота. Однако в совершенно иных исторических условиях этот проект не удалось реализовать.

## Распад
Оказавшийся в изоляции Пол Пот попытался нанести упреждающий удар. Он отдал приказ убить Сон Сена и Та Мока, арестовать Кхиеу Самфана. 15 июня 1997 Сон Сен был убит вместе с семьёй. Но в ответ Кхиеу Самфан, Та Мок и Нуон Чеа арестовали самого Пол Пота. Исторический лидер «Красных кхмеров» был взят под стражу охранниками Та Мока.
Спустя три недели, 5-6 июля, в Пномпене начались бои между сторонниками Хун Сена и Нородом Ранарита. Формирования ФУНСИНПЕК потерпели тяжёлое поражение. Они попытались организовать сопротивление в провинции, но эти попытки были быстро подавлены. КПНС не смогла оказать значимой помощи, поскольку «Красные кхмеры» были ослаблены собственной кровавой междоусобицей.
В декабре 1998 года Кхиеу Самфан и Нуон Чеа сдались камбоджийским властям. КПНС перестала существовать. Несколько ранее умер Пол Пот, находившийся в плену у Та Мока. 6 марта 1999 был арестован Та Мок, что означало фактический конец движения «Красные кхмеры».
После нескольких лет свободного проживания все они были привлечены к судебной ответственности. Та Мок умер в ожидании процесса, Кхиеу Самфан и Нуон Чеа приговорены к пожизненному заключению.